# Ричард Френклин
Ричард Кимбер Френклин (енгл. Richard Kimber Franklin; Мерилбон, 15. јануар 1936 — Излингтон, 24. децембар 2023) био је британски глумац, редитељ и политички активиста. Френклин је најпознатији по улози капетана Мајка Јејтса у научно-фантастичној серији Доктор Ху.